# Lotte Bormuth
Lotte Bormuth geb. Hannemann (* 3. Januar 1934 in Sophiental, Bessarabien) ist eine deutsche Schriftstellerin und Übersetzerin, Autorin vieler christlicher Romane, Biographien und Erzählungen und als Seelsorgerin tätig.

## Leben und Wirken
Lotte Hannemanns Familie wurde im Krieg zunächst nach Polen umgesiedelt und floh 1945 in den Westen. Auf der Flucht wurde eine ihrer Schwestern geboren und verhungerte. In Marburg absolvierte sie ein Studium der evangelischen Theologie. Dort lernte sie Karl-Heinz Bormuth kennen, den sie 1957 heiratete.
Sie arbeitete ehrenamtlich in der Marburger Telefonseelsorge, in der Konfliktberatung und der Armen- und Obdachlosenbetreuung mit, wofür sie und ihr Mann 2015 mit dem Historischen Stadtsiegel der Stadt Marburg ausgezeichnet wurden. Bormuth engagiert sich auch als Referentin bei Seniorentagen und Frühstückstreffen für Frauen.
Daneben übersetzte sie viele Bücher aus dem Englischen ins Deutsche. Im Verarbeiten großen Leids im engsten Familienkreis entstanden zuerst Artikel und Erzählungen für verschiedene Zeitschriften. Inzwischen veröffentlichte sie weit über 100 Werke, die im Verlag der Francke-Buchhandlung erscheinen. Ich staune über Gottes Führung war ihr erstes Werk, das 1981 erschien: „Im Schönen wie im Schweren des Lebens ist in ihr das Wissen gereift, dass sie das Beste, was es auf dieser Welt gibt, in Christus gefunden hat“.

## Privates
Lotte Bormuth war von 1957 bis zu seinem Tod 2020 mit Karl-Heinz Bormuth verheiratet. Das Paar hat fünf Kinder und lebt in Marburg.

## Veröffentlichungen (Auswahl)
- Ich staune über Gottes Führung. Verlag der Francke-Buchhandlung, Marburg an der Lahn 1981, ISBN 978-3-88224-190-7.
- Da bleibt mir nur das Staunen. Verlag der Francke-Buchhandlung, Marburg 1989, ISBN 978-3-88224-708-4.
- Ein Blumenstrauß voll Leben. Francke, Marburg 2009, ISBN 978-3-86827-070-9.
- Aus meinem Leben (Autobiografie):
  - Band 1: Und doch lacht mir die Sonne. Francke, Marburg 2005, ISBN 978-3-86122-733-5.
  - Band 2: Meines Lebens bunte Blätter. Francke, Marburg 2013, ISBN 978-3-86827-375-5.
- Für den Himmel geboren. Francke, Marburg 2011, ISBN 978-3-86827-232-1.
- Wer Liebe wagt. Francke, Marburg 2012, ISBN 978-3-86827-337-3.
- Schlummern unterm Weihnachtsbaum. Francke, Marburg 2012, ISBN 978-3-86827-341-0.
- Beschenkt mit einem Königreich. Francke, Marburg 2014, ISBN 978-3-86827-432-5.
- Der Brötchentütenmissionar. Francke, Marburg ISBN 978-3-86827-495-0.
- Wie Blumen aus Gottes Garten. Francke, Marburg ISBN 978-3-86827-527-8.
- Alles Glück der Erde. Francke, Marburg 2016, ISBN 978-3-86827-565-0.
- Das neue Lotte Bormuth Lesebuch. Francke, Marburg 2016, ISBN 978-3-86827-566-7.
- Lass mich das Ziel vor Augen haben. Francke, Marburg 2017, ISBN 978-3-86827-636-7.
- Mosaiksteine meines Lebens (Autobiografie). Francke, Marburg 2018, ISBN 978-3-86827-704-3.
- Nach dem Regen scheint die Sonne. Francke, Marburg 2018, ISBN 978-3-86827-715-9.
- Mein Weihnachtslicht (Anthologie). Francke, Marburg 2018, ISBN 978-3-96362-013-3.

Biografien
- Mein Lied für Gott. Das Leben der Mahalia Jackson. Francke, Marburg 1999, ISBN 978-3-86122-423-5.
- Dichter, Denker, Christ: Das Leben des Fjodor Dostojewski. Francke, Marburg 2000, ISBN 978-3-86122-455-6, Aufl. 2003, ISBN 978-3-86122-645-1.
- Geprägt von Liebe: das Leben des Fritz von Bodelschwingh. Francke, Marburg 2001, ISBN 978-3-86122-507-2.
- Spurgeon … und er predigte mit Vollmacht. Francke, Marburg 2003, ISBN 978-3-86122-644-4.
- Käthe Kollwitz: Aus dem Leben einer engagierten Künstlerin. Francke, Marburg 2006, ISBN 978-3-86122-804-2.
- Die Geschichte einer Flucht (Lebensbild der Ursula Hirsch). Francke, Marburg 2008, ISBN 978-3-86122-995-7.
- Aus meinem reichen Leben. Zum 90. Geburtstag der Autorin. Francke, Marburg 2024, ISBN 978-3-96362-382-0.